# Haus der Stadt (Düren)

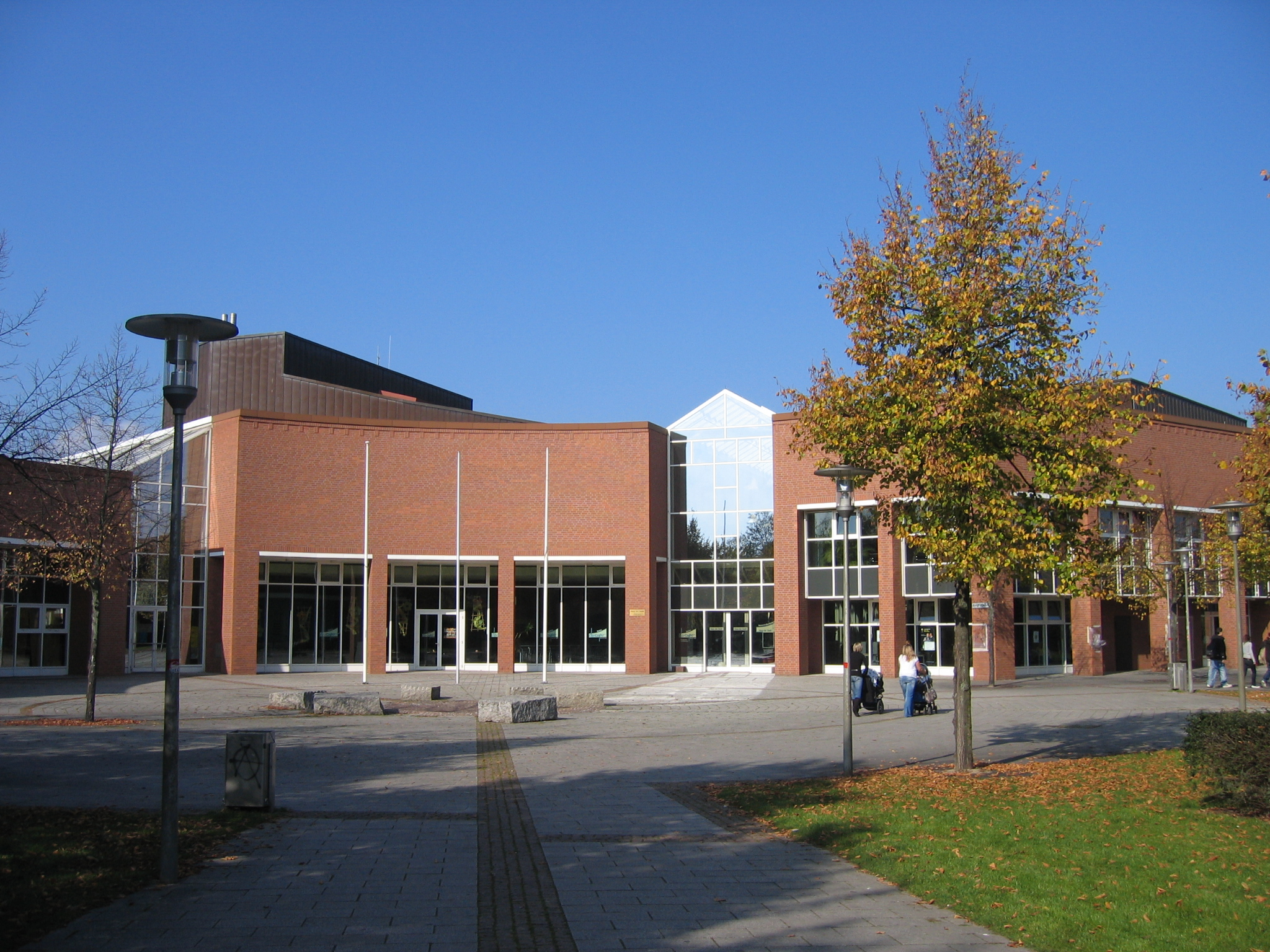
Haus der Stadt

Das Haus der Stadt ist ein kultureller Mehrzweckbau in Düren, Nordrhein-Westfalen, zwischen der Fritz-Erler-Straße und der Stefan-Schwer-Straße in Düren-Nord.
Ende der 1980er Jahre wurde das Gebäude von der Stadt Düren im damals größten Sanierungsgebiet des Landes Nordrhein-Westfalen (Nord-Düren) völlig neu errichtet. Christoph und Brigitte Parade, Düsseldorf, waren die Architekten. 
Der Gebäudekomplex umfasst die Stadtbücherei Düren, das Stadt- und Kreisarchiv, das Jugendzentrum „Multi Kulti“ (Träger: Evangelische Gemeinde), das Bürgerhaus Düren-Nord, Tagungsräume und einen technisch großzügig ausgestatteten Theatersaal. Außerdem befinden sich hier noch Büros der Stadtverwaltung Düren.
Das Haus der Stadt wurde am 30. September 1991 eröffnet. Nach der Eröffnung des neuen Gebäudes wurde kurze Zeit später die bisherige Stadthalle in der Bismarckstraße geschlossen. Sie wurde im Mai 2015 abgerissen.
In diesem Haus wird die über 100 Jahre alte Tradition Dürens als Theaterstadt weitergeführt. Nach dem Stadttheater Düren fanden die Aufführungen in der Aula des Stiftischen Gymnasiums und teilweise der Stadthalle Düren statt. 